# Печково (Ленінградська область)
Печково (рос. Печково) — присілок у Лузькому районі Ленінградської області Російської Федерації.
Населення становить 66 осіб. Належить до муніципального утворення Ям-Тьосовське сільське поселення.

## Історія
Згідно із законом від 28 вересня 2004 року № 65-оз належить до муніципального утворення Ям-Тьосовське сільське поселення.

## Населення
| 1879 | 1885 | 1909 | 1928 | 1965 | 1997 | 2007 |
| ---- | ---- | ---- | ---- | ---- | ---- | ---- |
| 136  | ↗162 | ↘157 | ↘138 | ↘136 | ↘76  | ↘69  |
| 2010 | 2013 |      |      |      |      |      |
| ↘29  | ↗66  |      |      |      |      |      |